# Rose Clouds of Holocaust
| Recensione | Giudizio |
| ---------- | -------- |
| AllMusic   |          |

Rose Clouds of Holocaust è il nono album in studio del gruppo musicale britannico Death in June, pubblicato il 20 maggio 1995.
Nel dicembre 2005 la Bundesprüfstelle für jugendgefährdende Medien (It. Agenzia federale per i media dannosi per la gioventù) tedesca ha vietato la vendita e la distribuzione ai minori del disco, che fino ad allora era stato disponibile per tutti.

## Tracce
Testi e musiche di Pearce.
1. Lord Winter - 1:23
2. God's Golden Sperm - 4:19
3. Omen-filled Season - 4:07
4. Symbols of the Sun - 3:36
5. Jerusalem the Black - 2:54
6. Luther's Army - 3:58
7. 13 Years of Carrion - 5:50
8. The Accidental Protégé - 4:53
9. Rose Clouds of Holocaust - 3:15
10. Lifebooks - 4:41

## Formazione
- Douglas Pearce - voce, strumenti

## Altri musicisti
- Simon Norris - vibrafono e melodica in  Omen-filled Season, 13 Years of Carrion e The Accidental Protégé, voce in God's Golden Sperm
- David Tibet - voce in Jerusalem the Black e Lifebooks
- Max Wearing - voce in Lord Winter e Luther's Army
- Campbell Finley - tromba in 13 Years of Carrion
- Rose McDowall - cori in Symbols of the Sun e 13 Years of Carrion